# Vari-program
In fotografia, i vari-program sono modalità di funzionamento delle fotocamere automatiche, predisposte dal costruttore, che corrispondono alle impostazioni teoricamente "ideali" per diversi tipi di scatto. Alcuni vari-program fondamentali sono disponibili sulla maggior parte delle fotocamere; altri solo su alcuni modelli.

## Principali vari-program

### Ritratto
Il vari-program per i ritratti tende a utilizzare grandi valori di apertura del diaframma, e quindi a produrre una ridotta profondità di campo, allo scopo di staccare il soggetto dallo sfondo. L'effetto è accentuato se si usa un teleobiettivo.

### Panorama
Il vari-program per i panorami tende a usare piccole aperture del diaframma per assicurare la nitidezza di oggetti lontani, anche su diversi piani. Dato il tipo di soggetto, l'uso del flash è ovviamente sconsigliato e talvolta esplicitamente disabilitato dal programma.

### Macro
Questo vari-program è indicato per fotografie ravvicinate di piccoli soggetti, come (dettagli di) fiori, insetti e così via. Anche in questo caso il flash è sconsigliato e potrebbe venire disabilitato.

### Sport
Questo vari-program consente di "congelare" immagini in rapido movimento, per esempio nelle riprese di eventi sportivi. A questo scopo, il programma tende a usare tempi di esposizione brevi. L'autofocus continuo, se disponibile, è particolarmente indicato in combinazione con questo programma.

### Notturno
Programma indicato per le riprese in condizione di luce scarsa, per esempio panorami cittadini di sera. Il programma seleziona tempi di esposizione lunghi per cogliere i dettagli della scena. Di norma, prima dell'avvento delle ultime tecnologie, era consigliabile l'uso di un treppiede o di un sostegno equivalente per la fotocamera, per evitare il pericolo di mosso. Su alcune macchine può essere abbinato all'uso di un flash nel caso in cui si voglia cogliere anche una figura in primo piano (per esempio, nel caso di un ritratto con le luci della città come sfondo).

## Altri vari-program

### Iperfocale
Il vari-program iperfocale è indicato per foto caratterizzate da grande profondità, per esempio panoramiche con soggetti in primo piano (non troppo vicini). Il programma tende a mettere a fuoco sull'iperfocale per massimizzare la profondità di campo e, per lo stesso motivo, a impostare un'apertura minima del diaframma.

### Silhouette
Questo programma è indicato per fotografie controluce, nel caso in cui si desideri tenere in ombra il soggetto allo scopo di renderlo come silhouette. Il programma tende a usare tempi di esposizione lunghi per valorizzare lo sfondo. Risultati particolarmente interessanti si possono ottenere utilizzando un teleobiettivo.

### Ritratto notturno
Questo programma è una combinazione del "programma notturno" con un colpo di flash per illuminare un soggetto in primo piano. Si trova sulle fotocamere che non consentono di impostare l'uso del flash in modo indipendente dalla scelta del vari-program.

### Effetto movimento
Questo programma si utilizza per immagini in rapido movimento, ma con scopi artistici opposti a quelli del programma "sport": in questo caso, infatti, vengono usati tempi di esposizione più lunghi proprio per conservare nell'immagine l'impressione del movimento del soggetto. Può anche essere utilizzato in combinazione con la tecnica del panning.